# Острів імені Бєлова
Острів імені Бєлова (рос. Остров им. Белова) — присілок в Псковському районі Псковської області Російської Федерації.
Населення становить 28 осіб. Входить до складу муніципального утворення територія Залитських островів.

## Історія
Від 2015 року входить до складу муніципального утворення територія Залитських островів.

## Населення
| 2001 | 2002 | 2010 |
| ---- | ---- | ---- |
| 59   | ↘52  | ↘28  |